# Ha-Kibuc Ha-Arci
Ha-Kibuc Ha-Arci (hebr. הקיבוץ הארצי; pol. Ogólnokrajowy Kibuc) – organizacja osadnicza w Izraelu, której członkowie tworzą spółdzielnie wiejskie zorganizowane w kibucach. Reprezentuje on idee Syjonizmu socjalistycznego partii politycznej Merec-Jachad i ruchu Ha-Szomer Ha-Cair. Obecnie ruch zrzesza 85 kibuców z ogólnej liczby 270 wszystkich izraelskich kibuców. Od 1999 roku członek Ruchu Kibucowego.

## Historia
Pierwsi członkowie żydowskiej organizacji młodzieżowej Ha-Szomer Ha-Cair (hebr. השומר הצעיר) przyjechali do Mandatu Palestyny w 1919 roku. W 1920 roku stworzyli oni grupę założycielską, która w 1922 roku utworzyła pierwszy kibuc ruchu – Bet Alfa położony w południowej części Doliny Jezreel. W pierwszych latach jego istnienia, kontakty pomiędzy kibucem a międzynarodową organizacją Ha-Szomer Ha-Cair były minimalne. Pod wpływem licznych kłopotów gospodarczych i społecznych, mieszkańcy kibucu rozpoczęli w 1924 roku starania o utworzenie ruchu koordynującego działania osadnicze w Ziemi Izraela. W wyniku długotrwałych sporów, dopiero w 1926 roku doszło do spotkania przedstawicieli wszystkich pięciu kibuców założonych przez Ha-Szomer Ha-Cair. W lipcu tego samego roku Rada Narodowa podjęła decyzję o utworzeniu ruchu Kibbutz Artzi, w skład którego weszli przedstawiciele kibuców: Merchawja, En Szemer, Mabarot i Miszmar ha-Emek. Przedstawiciele kibucu Beit Alfa nie przystąpili wówczas do ruchu ze względu na różnicę zdań.
W dniach 1-3 kwietnia 1927 roku w Hajfie odbyła się Rada Założycielska ruchu Kibbutz Artzi. Jego konstytucja podkreślała wzajemną pomoc i autonomię kibuców. Manifest założycielski określał kibuc jako przykładowy model dla żydowskiego osadnictwa w Palestynie i wskazywał drogę rozwoju do przyszłego żydowskiego społeczeństwa socjalistycznego.
W następnych latach do ruchu przyłączały się kolejne kibuce, co doprowadziło do wzrostu znaczenia Kibbutz Artzi. W 1936 roku ruch nawiązał relacje z Socjalistyczną Ligią Palestyny (hebr. הליגה הסוציאליסטית). W 1939 roku liczba kibuców wzrosła do 36, w których mieszkało ponad 7 tys. osób. W latach 1943–1995 ruch wydawał własny dziennik „Na Straży” (hebr. על המשמר), który odzwierciedlał poglądy Ha-Szomer Ha-Cair. W styczniu 1948 roku Ha-Szomer Ha-Cair przyłączył się do Robotniczej Partii Palestyny Ha-Szomer Ha-Cair (hebr. מפלגת פועלים השומר הצעיר).
Po powstaniu w 1948 roku niepodległego państwa Izrael, ruch Ha-Szomer Ha-Cair wszedł w sojusz polityczny z lewicową partią Achdut ha-Awoda, tworząc nową partię Mapam, która stała się drugą pod względem znaczenia partią polityczną w Izraelu. Umożliwiło to swobodny rozwój ruchu Kibbutz Artzi, do którego w krótkim czasie dołączyło kolejnych 15 kibuców, a liczba członków podwoiła się. W 1963 roku ruch liczył 15 tys. członków, a w kibucach ruchu mieszkało około 30 tys. osób. Począwszy od lat 70. XX wieku zmieniły się tendencje w napływie nowych członków. Od tego momentu najczęściej były to dzieci członków, które po ukończeniu studiów powracały do swoich kibuców. W następnych latach kibuce dotknęły niekorzystne zjawiska kryzysu gospodarczego i związany z nim wzrost zadłużenia osiedli. W 1996 roku ruch posiadał 85 kibuców rozrzuconych po całym Izraelu, z populacją 38 tys. mieszkańców, z czego około 21 tys. było członkami lub kandydatami, a 11,2 tys. stanowiły dzieci. W 1999 roku pomimo różnic ideowych Ha-Kibuc Ha-Arci przystąpił do Ruchu Kibucowego. Zasadniczo kibuce ruchu Kibbutz Artzi nie różnią się od innych kibuców, które wszystkie mają orientacje polityczną lewicową. Jednak w minionych latach pojawiły się tendencje do licznych innowacji w niektórych kibucach, takich jak wprowadzenie stałych wynagrodzeń. Zmianę te tworzą pojawianie się różnic społecznych pomiędzy mieszkańcami kibucu, gdzie tradycyjnie nie było wynagrodzeń, a wszystkie towary i usługi mieszkańcom zapewniał kolektyw kibucu. Ha-Kibuc Ha-Arci jest federacją najbardziej przeciwną takim innowacjom.

## Działalność
Działalność ruchu Kibbutz Artzi koncentruje się na współpracy gospodarczej członkowskich kibuców. Wielkość produkcji gospodarczej w 1995 roku osiągnęła ponad miliard dolarów w produkcji rolnej. Ruch rozwinął wiele wspólnych inicjatyw o skali ogólnokrajowej. W 1967 roku została założona Fundacja Karen Rose (hebr. קרן חבצלת) mająca na celu udzielania wsparcia finansowego instytucjom edukacyjnym i kulturalnym ruchu Kibbutz Artzi. Od 1939 działa wydawnictwo Hakibbutz Hameuchad – Sifriat Poalim Publishing Group, które jest publiczną instytucją kulturalną. Wydawnictwo drukuje pozycje współczesnej literatury hebrajskiej, filozofię, publikacje naukowe, edukacyjne, światową prozę i poezję, książki dziecięce i podręczniki szkolne.
Przy kibucu Ma’anit znajduje się Żydowsko-Arabskie Centrum dla Pokoju Giwat Hawiwa (eng. Givat Haviva's Jewish-Arab Center for Peace). W 1949 utworzono tutaj centrum edukacyjne Givat Haviva, które zajmuje się najważniejszymi kwestiami dotyczącymi społeczeństwa izraelskiego. „Rozwija inicjatywy oświatowe, przeprowadza badania oraz sondaże opinii społecznej, prowadzi różnorodne inicjatywy na rzecz pokoju, demokracji, koegzystencji, tolerancji i solidarności społecznej”. Givat Haviva sponsoruje Żydowsko-Arabskie Centrum dla Pokoju, które założono w 1963. Jest to najważniejsza izraelska instytucja działająca na rzecz poprawy stosunków arabsko-żydowskich i budująca pomosty pomiędzy Izraelem a arabskimi sąsiadami.